# José Caldera
José Carlos Caldera Alvis (Sahagún, 4 febbraio 2002) è un calciatore colombiano, difensore del Deportivo Cali.

## Statistiche

### Presenze e reti nei club
Statistiche aggiornate al 26 novembre 2022.
| Stagione                  | Squadra                   | Campionato                | Campionato | Campionato | Coppe nazionali | Coppe nazionali | Coppe nazionali | Coppe continentali | Coppe continentali | Coppe continentali | Altre coppe | Altre coppe | Altre coppe | Totale | Totale |
| Stagione                  | Squadra                   | Comp                      | Pres       | Reti       | Comp            | Pres            | Reti            | Comp               | Pres               | Reti               | Comp        | Pres        | Reti        | Pres   | Reti   |
| ------------------------- | ------------------------- | ------------------------- | ---------- | ---------- | --------------- | --------------- | --------------- | ------------------ | ------------------ | ------------------ | ----------- | ----------- | ----------- | ------ | ------ |
| 2020                      | Fortaleza C.E.I.F.        | PB                        | 11         | 0          | CC              | 4               | 0               | -                  | -                  | -                  | -           | -           | -           | 15     | 0      |
| feb.-lug. 2021            | Fortaleza C.E.I.F.        | PB                        | 18         | 2          | CC              | 2               | 0               | -                  | -                  | -                  | -           | -           | -           | 20     | 2      |
| Totale Fortaleza C.E.I.F. | Totale Fortaleza C.E.I.F. | Totale Fortaleza C.E.I.F. | 29         | 2          |                 | 6               | 0               |                    | -                  | -                  |             | -           | -           | 35     | 2      |
| lug.-dic. 2021            | Deportivo Cali            | PA                        | 12+1       | 2          | CC              | 3               | 0               | CS                 | -                  | -                  | -           | -           | -           | 16     | 2      |
| 2022                      | Deportivo Cali            | PA                        | 21         | 1          | CC              | 2               | 0               | CL+CS              | 6+0                | 0                  | SL          | 0           | 0           | 29     | 1      |
| Totale Deportivo Cali     | Totale Deportivo Cali     | Totale Deportivo Cali     | 34         | 3          |                 | 5               | 0               |                    | 6                  | 0                  |             | 0           | 0           | 45     | 3      |
| Totale carriera           | Totale carriera           | Totale carriera           | 63         | 5          |                 | 11              | 0               |                    | 6                  | 0                  |             | 0           | 0           | 80     | 5      |

## Palmarès

### Club

#### Competizioni nazionali
- Campionato colombiano: 1

Deportivo Cali: 2021-II